# Birak
Birak (arab. براك, Birāk) – miasto w środkowo-zachodniej Libii, w gminie Wadi asz-Szati. Jest siedzibą administracyjną gminy. W 2004 roku Birak zamieszkiwało ok. 39,4 tys. mieszkańców.
W mieście znajduje się zamiejscowy oddział Uniwersytetu w Sabha oraz port lotniczy Birak.